# OpenOffice.org
OpenOffice.org je ukinuti besplatni uredski paket otvorenog koda. Sadržavao je program za obradu teksta (Writer), tablica (Calc), prezentacija (Impress), program za crtanje (Draw) i za upravljanje bazama podataka (Base). Zadani datotečni format je bio OpenDocument Format (ODF).
2011. je Oracle Corporation, tadašnji vlasnik tvrtke Sun, najavio da više neće nuditi komercijalnu verziju paketa i donirao projekt zakladi Apache Foundation. Apache je preimenovao paket u Apache OpenOffice. Neki od drugih aktivnih nasljednika su LibreOffice i NeoOffice.

## Opis
Zasnovan je na StarOffice-u, kojeg je 1999. godine kupila tvrtka Sun Microsystems.Tvrtka Sun je 2010. kupljena od tvrtke Oracle,koja je zatim 2012. prenijela prava na Apache fondaciju. Dostupan je u inačicama za sve popularne operacijske sustave: Microsoft Windows, Linux, Sun Solaris, Mac OS i FreeBSD. OpenOffice.org nastoji biti kompatibilan s Microsoftovim Officeom i podržava OpenDocument standard za razmjenu podataka. U svojoj zadnjoj inačici (3.0, listopad 2008.) OpenOffice normalno čita i piše i novije MS Office formate, a ima i skoro sve funkcije kao i MS Office.

## Programi koje sadrži ovaj uredski paket
- Writer

OpenOffice Write je program namijenjen pisanju i obrađivanju teksta. Mogućnosti su mu slične Microsoft Wordu. Format za spremanje datoteka je .ODT (OpenDocument Text), ali je kompatibilan i s ostalim formatima teksta.
- Calc

OpenOffice Calc je program unutar paketa OpenOffice.org namijenjen tabličnim kalkulacijama (kako se to stručno kaže). Mogućnostima liči Microsoft Excelu, a za pohranjivanje podataka koristi OpenDocument format. Kao i Write, kompatibilan je i s ostalim formatima.
- Impress

OpenOffice Impress je program za izradu raznih prezentacija. Dolazi uz manji broj predloška koji se isto tako mogu skidati s Interneta. OpenOffice Impress mogućnostima liči na Microsoft PowerPoint. Za spremanje podataka koristi .ODP format (OpenDocument Presentation).
- Base

OpenOffice Base je program za izradu baza podataka. Pokreće se s čarobnjakom koji lako izrađuje predloške baza podataka. Ovaj program je nalik na Microsoft Access a za pohranjivanje podataka isto koristi OpenDocument Format.
- Math
- Draw

OpenOffice Draw izrađuje vektorske crteže. Koristi se za izradu plakata, postera i sl. Po mogućnostima liči na CorelDRAW, ali za spremanje koristi OpenDocument format.

## Vanjske poveznice
|  | Zajednički poslužitelj ima još gradiva o temi OpenOffice.org |

- OpenOffice.org